# Siemens GT8-70D/N
Siemens GT8-70D/N – typ ośmioosiowych wagonów tramwajowych, wyprodukowanych w latach 1999–2003 w zakładach Siemens z przeznaczeniem dla sieci tramwajowej w Karlsruhe.

## Konstrukcja

### Dane techniczne
GT8-70D/N to długi na 39,68 m i szeroki na 2,65 m silnikowy wagon tramwajowy. Nadwozie składa się z pięciu części, które są zamontowane na wózkach Jakobsa. Środkowy człon tramwaju opiera się na dwóch wózkach tocznych. Każda z osi dwóch skrajnych wózków napędzana jest silnikiem o mocy 127 kW. Prędkość maksymalna tramwaju jest równa 80 km/h. Wagony wyposażono w sprzęgi Scharfenberga, które umożliwiają utworzenie składu z tramwajami typu GT6-70D/N.
W 2015 r. we wszystkich egzemplarzach kasety na trasę linii zastąpiono pomarańczowymi wyświetlaczami LED.

### Wnętrze
Wnętrze wyposażono w 119 miejsc siedzących w układzie 2+2 oraz dodatkowo w cztery miejsca składane, umieszczone w wielofunkcyjnym obszarze przy przednich drzwiach. Oprócz tego tramwaje są przystosowane do przewozu 121 pasażerów na miejscach stojących. Informacja pasażerska składa się z wyświetlaczy zainstalowanych na końcach oraz w środkowym członie. Zakup biletów umożliwia automat biletowy umiejscowiony w środkowym członie. Przedział pasażerski tramwaju jest monitorowany systemem kamer.

### Malowanie
GT8-70D/N pomalowane zostały w barwy identyczne z malowaniem tramwajów GT6-70D/N. Nadwozie jest trójkolorowe: obszar między fartuchem i oknami otrzymał kolor żółty, fartuch i pas okien pomalowano na szaro, natomiast pas nadokienny polakierowano na żółto i dodatkowo w jego środkowej części umieszczono pas w kolorze czerwonym.
Wagon nr 303 po wypadku w 2013 r. otrzymał barwy zgodne z nowym schematem malowania pojazdów Verkehrsbetriebe Karlsruhe. Tramwaj jest trójkolorowy: nadwozie otrzymało barwę żółtą, fartuchy kolor czerwony, a pas okienny – kolor czarny.

## Historia

### Dostawy
Po krótkim czasie od rozpoczęcia eksploatacji sześcioosiowych, niskopodłogowych tramwajów GT6-70D/N okazało się, że są one za krótkie dla niektórych linii. Dlatego też przedsiębiorstwo Verkehrsbetriebe Karlsruhe zamówiło w 1997 r. 25 ośmioosiowych, niskopodłogowych wagonów tramwajowych. W porównaniu z GT6-70D/N nowe tramwaje były dłuższe o 10 metrów.
W 1999 r. pierwszy wyprodukowany tramwaj trafił do zajezdni West. Pierwszych 20 egzemplarzy o numerach taborowych 301-320 włączono do eksploatacji na przełomie lat 1999/2000. Pięć pozostałych dostarczono i wprowadzono do ruchu w 2003 r.
| Państwo        | Miasto         | Typ            | Lata dostaw    | Liczba | Numery taborowe |  |
| -------------- | -------------- | -------------- | -------------- | ------ | --------------- |  |
| Niemcy         | Karlsruhe      | GT8-70D/N      | 1999–2003      | 25     | 301–325         |  |
| Łączna liczba: | Łączna liczba: | Łączna liczba: | Łączna liczba: | 25     |                 |  |

### Przebudowy
- 303 – nowy schemat malowania po wypadku;
- 305 – wymiana tylnej ściany kabiny po wypadku;
- 306 – montaż podłużnych siedzeń w pierwszym i ostatnim członie po wypadku;
- 301–325 – montaż przednich wyświetlaczy LED;
- 301–325 – montaż kamer monitoringu;
- 301–321 – montaż bocznych wyświetlaczy LED;
- 301–325 – montaż trzeciego światła hamowania;
- 301–325 – montaż biletomatu w miejscu dwóch siedzeń;
- 301–325 – montaż osłony dolnej części tylnej szyby;
- przystosowanie do kursowania w tunelu, montaż kamer przednich, czujek pożarowych, nowe siedzenia (303, 304, 305, 307, 309, 311, 315, 319 i 322).

## Galeria

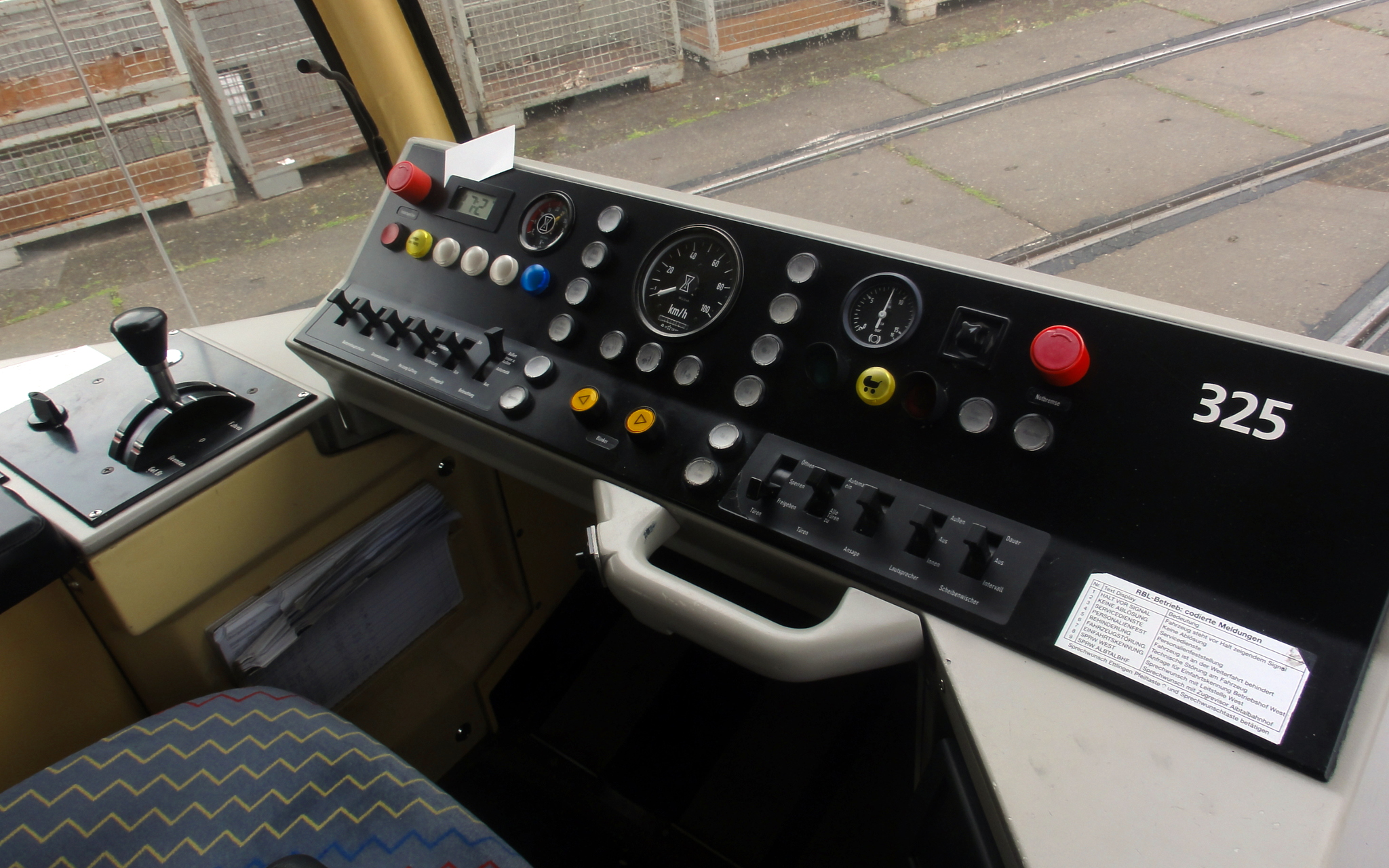
Pulpit motorniczego
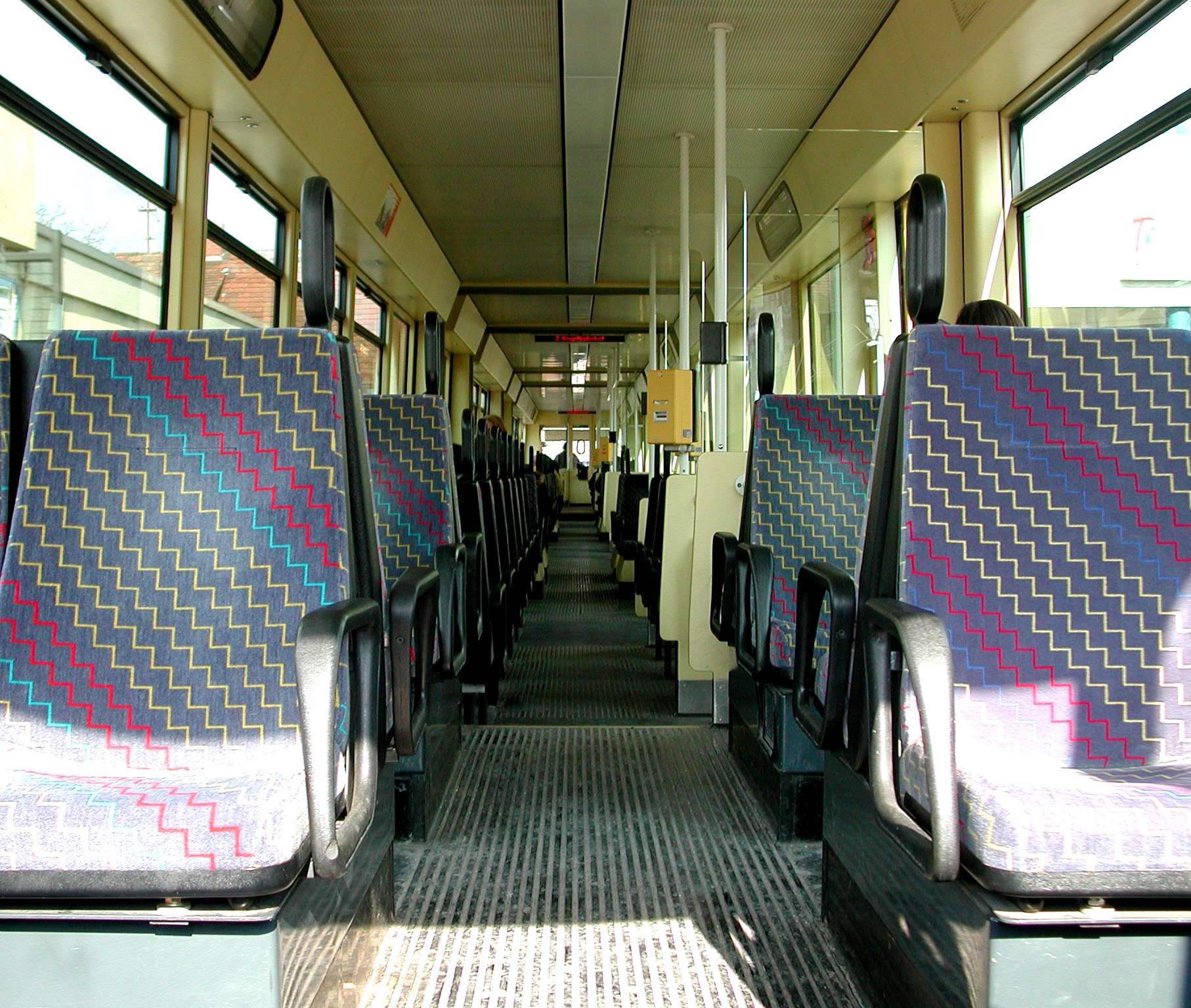
Wnętrze przedziału pasażerskiego
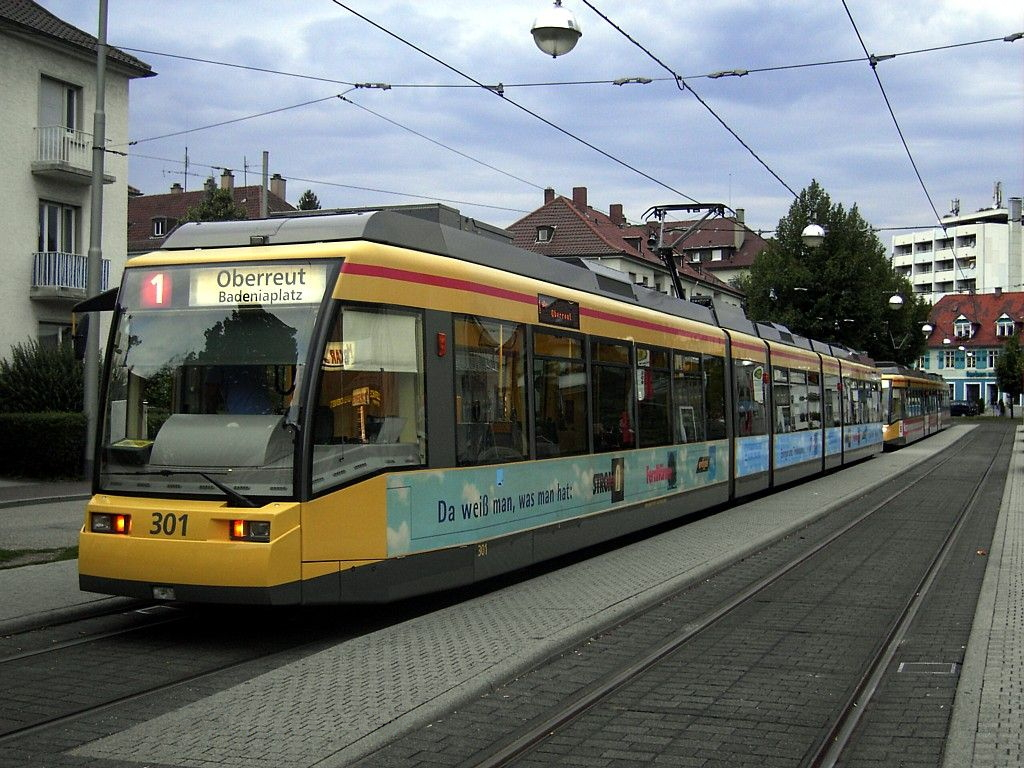
Wagon nr 301